# Hermandad de la Santa Casa de Misericórdia de São Paulo
La Hermandad de la Santa Casa de Misericordia de São Paulo (en portugués: Irmandade da Santa Casa de Misericórdia de São Paulo) es una institución privada y laica considerada como uno de los hospitales filantrópicos más grandes de América Latina. La atención médica es financiada por el Sistema Único de Salud (en portugués: Sistema Único de Saude) así como las tasas extrajudiciales (notarías) y el gobierno del estado de São Paulo. Actualmente se encuentra ubicada en el distrito de Consolação de la ciudad de São Paulo, Brasil, más específicamente cerca de la estación Santa Cecília de la línea 3 - Roja.